# Hökasjön (Hylletofta socken, Småland)
Hökasjön är en sjö i Sävsjö kommun i Småland och ingår i Lagans huvudavrinningsområde. Sjön är 6,1 meter djup, har en yta på 0,0474 kvadratkilometer och är belägen 316 meter över havet.

## Delavrinningsområde
Hökasjön ingår i det delavrinningsområde (636663-142041) som SMHI kallar för Mynnar i Vämmesån. Avrinningsområdets medelhöjd är 304 meter över havet och ytan är 34,15 kvadratkilometer. Det finns inga delavrinningsområden uppströms utan avrinningsområdet är högsta punkten. Hjorsetån som avvattnar avrinningsområdet har biflödesordning 4, vilket innebär att vattnet flödar genom totalt 4 vattendrag innan det når havet efter 220 kilometer. Delavrinningsområdet består mestadels av skog (74 procent) och jordbruk (11 procent). Avrinningsområdet har 0,91 kvadratkilometer vattenytor vilket ger det en sjöprocent på 2,7 procent.